# Ugly Betty
Ugly Betty är en amerikansk TV-serie efter den colombianska förebilden Yo soy Betty, la fea. Serien producerades av Salma Hayek och produktionsbolaget Touchstone Television. I Sverige hade serien premiär den 7 november 2006 på Kanal 5. Fjärde säsongen (2010) blev den sista.
TV-serien handlar om Betty Suarez (America Ferrera), en ung kvinna från en latinamerikansk familj, som arbetar på modetidningen Mode. Betty bor med sin far, sin syster Hilda och systersonen Justin. Hon är inte lika attraktiv och smal som sina medarbetare. Jobbet på Mode fick hon av sin chefs far som ville anställa någon som sonen inte skulle ha sex med. Betty får ofta utstå förolämpningar och hån av kollegorna på grund av sitt utseende och bristande känsla för mode. Betty gör dock ett strålande jobb och ibland till och med mer än vad som krävs av henne.

## Säsonger

### Säsong 1
Första säsongen handlade framförallt kring Bettys försök att balansera sitt arbete, hem och kärleksliv. Bettys förhållande med pojkvännen Walter ifrågasätts när Walter är otrogen mot Betty med hennes granne. Kärleksproblemen fortsätter när Betty förälskar sig i Modes revisor Henry, vars ex-flickvän Charlie avslöjar att hon är gravid med hans barn.
Betty syster Hilda blir arbetslös efter att kosmetikan hon säljer, Herbalux, återkallats, men hon upptäcker då sin talang som frisör. Bettys far Ignacio har både hälso- och immigrationsproblem. Han berättar för sina döttrar att han mördade sin arbetsgivare efter att han fått reda på att han misshandlade sin fru, Rosa, som Ignacio förälskat sig i. Rosa är Bettys och Hildas döda mor. 
Betty har fullt upp med att städa upp efter sin chef Daniels kvinnoaffärer och hans plötsliga narkotikamissbruk när ännu fler skandaler inom Meade-familjen avslöjas . Modes chefredaktör Bradford Meades affär med Daniels föregångare Fey Sommers uppdagas, liksom att Bradfords fru Claire mördade Fey. Daniels bror Alex Meade, som sades ha dött i en skidolycka, återkommer till Mode, nu som kvinna vid namn Alexis. 
Wilhelmina försöker använda sig av Alexis återkomst för att tvinga Daniel från hans position. Wilhelmina kommer också på idén att gifta sig med Bradford så att hon kan ta över företaget. Wilhelminas assistent Marc försöker jonglera alla sina uppdrag från sin chef och samtidigt vinna sin familjs acceptans. Modes receptionist Amanda börjar hetsäta, blir utsatt för ett practical joke och upptäcker att hennes biologiska mor var Fey Sommers. 

### Säsong 2
I den andra säsongen har Betty beslutat sig för att hon fortfarande vill vara med Henry trots att hans ex-flickvän är gravid och att han kommer att lämna Mode för att flytta till Tucson för att kunna hjälpa Charlie att uppfostra barnet. Betty lär samtidigt känna en smörgåsförsäljare som heter Giovanni "Giò" Rossi. Hilda, Amanda och Henry misstänker att Giò försöker bli den ”nya killen” i Betty liv. 
Daniel återhämtar sig från en bilolycka men Alexis glömmer de senaste åren av sitt liv, inklusive det faktum att hon bytt kön och att hennes pappa inte stödde henne i det beslutet. Bradford beslutar att använda detta till sin fördel och inte påminna Alexis av hur han svikit henne, utan han hävdar att han alltid stött henne. 
Claire Meade rymmer från fängelset med sin "vän" Yoga, och de gömmer sig i Hamptons. Det framkommer att Fey Sommers förgiftat Claires parfym i ett försök att mörda henne, men som istället gjorde Claire galen och våldsam, och fick henne att skära av Feys bromsar. Claire frikänns från anklagelserna att hon mördat henne. Daniels son dyker upp från Paris. Daniel förnekar till en början att han är far till Daniel Jr, men tar sedan på sig ansvaret att uppfostra honom.
Wilhelminas planer att gifta sig med Bradford Meade går i stöpet när Betty får reda på affären hon har med sin livvakt (de var även tillsammans natten före bröllopet) och Bradford får en hjärtattack vid altaret som han senare avlider av. Wilhelmina får sparken från företaget av familjen Meade. Wilhelminas psykiskt instabila syster Renee dyker upp och börjar dejta Daniel, vilket resulterar i att Wilhelmina med stora ansträngningar försöker dölja sin plan. 
Amanda försöker desperat att få veta mer om hennes familj. Med hjälp av Wilhelmina får hon en lista över personer som skulle kunna vara hennes pappa, vilket leder henne till rocklegenden Gene Simmons. Marc hittar en partner, en fotograf som inte är lika snygg som Marc föreställt sig att hans pojkvän skulle vara, men som han ändå älskar.
Hilda försöker komma över Santos och börja sin nya karriär som frisör. Justin försöker att vara mer lik sin pappa och går i en "bad boy" fas tills Hilda ingriper, och de två försöker att återställa sin mor-son relation. Hilda möter Justins gymnastiklärare och inleder en romantisk relation med honom.
Christina är förvånad över att se hennes ex dyka upp, men när hon får veta att han har en livshotande sjukdom och är i stort behov av pengar för en operation, är hon fast besluten att hjälpa honom. Wilhemina erbjuder sig att betala Christina för operationen om Christina går med på att vara surrogatmamma Wilhelminas barn. Gio vill ta Betty till Rom för en romantisk helg då Henry dyker upp för att be henne gifta sig med honom.

### Säsong 3
Betty bestämmer sig för att gå vidare utan Henry och Gio, och efter en lång resa runt om i USA bestämmer hon sig för att flytta ut från familjen Suarez hus till en egen lägenhet i New York. Betty börjar också intressera sig för en musiker, Jesse, som bor i lägenheten mittemot hennes. 
Daniel blev nedflyttad till chefredaktör för tidningen Player efter Alexis beslutat att ta in Wilhelmina som chefredaktör för Mode. Daniel fattar beslutet om att han ska kämpa för vårdnaden om sin son Daniel Jr.
Wilhelmina lockar Betty in i sin sfär genom att erbjuda henne jobb som hennes assistent. Naturligtvis blir detta inte som hon trott och när Betty hjälper Daniel få sitt jobb tillbaka blir hon hans assistent igen.  
Hilda fortsätter att träffa Tony, som fortfarande är gift, och när Ignacio upptäckter detta orsakar det en spricka mellan far och dotter. Hilda gör slut med Tony efter att hon talat med hans fru. Samtidigt gör sig Justin redo för att få en roll i en show på Broadway.
Efter att Alexis knuffat Christina nerför en trappa sätts hon i häkte i väntan på rättegång. När Daniel kommer för att besöka henne avslöjar Alexis att Daniel inte är fadern till Daniel JR, utan att DJ är Alexis son, eftersom hon legat med DJ:s mor när hon fortfarande var en man. Daniel Juniors morföräldrar får därefter vårdnaden om pojken. 
Under tiden pressar Wilhelmina Alexis att ge henne sin andel i bolaget Meade i utbyte mot Wilhelminas hjälp med att få åtalet mot Alexis nedlagt. I slutändan når de en kompromiss, att kontrollen över bolaget delas lika mellan Wilhelmina (Wilhelminas barn) och Daniel. De två blir delägare och chefredaktörer. Detta innebär att Wilhelmina bara har 50 % kvar att erövra innan hon styr hela imperiet själv. 
Amanda fortsätter att söka efter sin far och flyttar in hos Betty när hennes utgifter och kreditkortsräkningar blivit alldeles för höga. Hennes ekonomiska problem leder till Amanda tar ett extra jobb på en pizzeria i ett försök att betala av sina skulder. 
Marc får ett erbjudande att flytta ihop med Cliff, men Marc får kalla fötter och avböjer. Marc får ångest över detta, och i samband med detta har han ett one-night-stand med en kille han träffade på Bettys takfest. Marc chockerade sedan Cliff med ett bröllopsförslag men erkände också att Cliff om vad han gjorde och de två gjorde slut. 

### Säsong 4
Den 23 april 2009 bekräftade ABC att det kommer att bli en fjärde säsong som kommer att starta i september 2009 i USA.

## Rollfigurer

### Betty Suarez
Beatriz "Betty" Suarez (född 1984) är seriens huvudperson. Hon är av mexikanskt ursprung, har långt brunt hår, röda glasögon och tandställning och en färgglad klädstil. Hon drömmer om att starta en tidning och börjar arbeta på tidningen Mode som assistent till chefredaktören Daniel Meade som är son till tidningens ägare Bradford Meade. På det nya jobbet blir Betty utskrattad för sina kläder och sin vikt, men hon blir snart nära vän med sömmerskan Christina McKinney.
I början av serien bor hon tillsammans med sin far, Ignacio, sin syster Hilda och systersonen Justin i Queens, New York, men senare i serien flyttar hon till en egen lägenhet. Betty är till en början tillsammans med ungdomskärleken Walter, men blir senare tillsammans med kollegan Henry.
Betty Suarez spelas av America Ferrera

### Hilda
Bettys syster Hilda Suarez är hennes raka motsats, hon är mån om sitt utseende, men har en vulgär klädstil med röda linnen med volanger och urringningar, och stora örhängen. 
Hon har en son, Justin, tillsammans med Santos som hon träffade i skolan. Hon blev gravid innan hon skulle börja college och det tog slut mellan henne och Santos. De blir tillsammans igen, men Santos blir skjuten till döds av en rånare.
Hilda spelas av Ana Ortiz. 

### Justin Suarez
Justin är Bettys systerson (Hildas son). Han är väldigt modeintresserad och Betty ordnade under en period en praktikplats åt honom på Mode.
Justin spelas av Mark Indelicato

### Ignacio Suarez
Ignacio är Hilda och Bettys far. Han är en duktig kock och bagare. Han var gift med döttrarnas mor Rosa, som han räddade från ett destruktivt förhållande hemma i Mexiko.
Ignacio spelas av Tony Plana

### Christina McKinney
Christina, som kommer från Skottland, arbetar som sömmerska på Mode, och beskriver sin arbetsplats som ”Garderoben” på grund av alla designerplagg som lämnats kvar. Hon drömmer om att slå igenom som kläddesigner. I senare avsnitt har Christina lämnat serien.
Christina spelas av Ashley Jensen.

### Daniel Meade
Daniel Meade är chefredaktör på tidskriften Mode. Han är son till Modes ägare Bradford Meade och hans hustru Claire Meade och han har en syster - tidigare bror, som bytt kön - som heter Alexis Meade. Daniel tycks ofta vara mer intresserad av att få vackra unga modeller på fall än att engagera sig i tidningen, men han har dock visat sig vara mer än kompetent vid flera tillfällen. Hans främsta fiende på tidningen är Wilhelmina Slater, som vill ha hans plats som chefredaktör.
Daniel Meade spelas av Eric Mabius. 

### Claire Meade
Claire Meade är Alexis och Daniels mor, samt för detta fru till den avlidne Bradford Meade. Claire satt i första säsongen fängslad för ett mord på en av Bradfords älskarinnor, men hon blev senare frikänd på grund av tillfällig sinnesförvirring. 
Claire Meade spelas av Judith Light

### Wilhelmina Slater
Wilhelmina Slater är Modes Creative Director och hon skyr inga medel för att få som hon vill. Hon är mycket mån om sitt utseende. Hon har en våning i New York och en dotter, Nico, som hon inte brytt sig mycket om under hennes uppväxt.
Wilhelmina Slater spelas av Vanessa Williams.

### Marc
Marc St. James är Wilhelmina Slaters assistent, homosexuell och bästa kompis med receptionisten Amanda, Marc delar Bettys dröm om att i framtiden ha en egen tidning och han går också på utbildningen Y.E.T.I (Young Editor Training Initiative). 
Marc spelas av Michael Urie.

### Amanda
Amanda är tidningens receptionist och hennes bästa vän är Marc (Wilhelminas assistent). Amanda är dotter till den före detta tidningschefen Fey Summers. Vem hennes far är osäkert; ett tag trodde hon att det var basisten och sångaren i Kiss, Gene Simmons, men det visade sig vara fel.
Amanda spelas av Becki Newton.

### Biroller
- Alan Dale - Bradford Meade
- Kevin Sussman - Walter
- Rebecca Romijn - Alexis Meade
- Christopher Gorham - Henry
- Freddy Rodriguez - Gio